# Paul Champ
Pas d'image ? Cliquez ici

a Compétitions nationales et continentales officielles uniquement.

Dernière mise à jour le 10 mars 2024.
Paul Champ, né le 31 janvier 2001, est un joueur français de rugby à XV qui évolue principalement au poste d'ailier au CS Bourgoin-Jallieu.

## Biographie

### En club
Paul Champ est formé au Parisis Rugby Club, avant de rejoindre le Stade français Paris en 2018.
Il dispute son premier match en professionnel le 15 mai 2021 en Top 14 face au Montpellier Hérault Rugby, en remplaçant Alex Arrate à dix minutes du terme de la rencontre. En octobre 2021, il signe son premier contrat espoir avec le club parisien. Il dispute son premier match de Coupe d'Europe le 12 décembre 2021 contre le Connacht, pour sa première titularisation avec l'équipe première. 
En 2023, Champ rejoint le CS Bourgoin-Jallieu en Fédérale 1 pour deux saisons. Il dispute son premier match avec Bourgoin le 26 août 2023 contre le SC Albi. Pour son deuxième match contre Vienne, il inscrit son premier essai. Il est élu sportif du mois de décembre 2023 par Le Dauphiné libéré. 

### En sélection
Paul Champ rejoint l'équipe de France des moins de 20 ans développement en 2021. En 2022 et 2023, il fait partie de l'équipe de France universitaire,. En effet, Champ est alors étudiant en bachelor de finance à l'INSEEC, partenaire du Stade français. 
En décembre 2022, il remporte le tournoi de Dubaï avec l'équipe de France à sept développement. 